# Benito Pérez Brito
Benito Pérez Brito de los Ríos y Fernández Valdelomar (Barcellona, 1747 – Panama, 3 agosto 1813) è stato un ufficiale militare coloniale spagnolo.
Tra il 21 marzo ed il novembre del 1812 fu viceré della Nuova Granada.

## Primi anni di carriera
Pérez si arruolò nell'esercito nel 1762, come cadetto del Reggimento di Navarra. Fece carriera fino a raggiungere il grado di maresciallo di campo. Ricoprì numerose cariche nelle Americhe, tra cui luogotenente del re a Porto Rico ed a L'Avana. In seguito fu nominato capitano generale ed intendente dello Yucatán, ruolo che ricoprì dal 1800 al 1811.

## Viceré della Nuova Granada
Nell'agosto del 1810 fu nominato viceré della Nuova Granada per sostituire Francisco Javier Venegas. Fece tappa a Mérida e L'Avana per assoldare gli uomini necessari per la riconquista di Cartagena, finita in mano dei ribelli. Spostò la capitale a Portobelo, Panama, dato che anche la precedente capitale, Bogotá, era in mano nemica. Giunse a Portobelo il 19 febbraio 1812, senza cercare altri rinforzi.
Stabilì l'Audiencia di Bogotá a Panama (21 febbraio 1812). Il 21 marzo fu incoronato ufficialmente viceré. Come prima azione tentò di aiutare i fedeli alla corona di Santa Marta.
Pérez rassegnò le dimissioni nel novembre del 1812, su pressione del governo spagnolo di Cadice. Morì a Panama il 3 agosto 1813. Quattro giorni dopo il rivoluzionario Simón Bolívar fece la sua entrata trionfale a Caracas, sua città nativa, ristabilendo la repubblica venezuelana.